# Ferdinand Mačenka
Ferdinand Mačenka (6. září 1872 Sobotka – 1. ledna 1938 Praha) byl český učitel, prozaik a publicista.

## Život
Jeho rodiče byli Ferdinand Mačenka učitel hudby a Františka Mačenková-Mendlíková, svatbu měli 9. června 1873. Měl tři sourozence: Josefa (1874), Gabrielu a Františku Dufkovou. Oženil se s Barborou Kotvovou, se kterou měl tři děti: Miladu Kolářovou, Miloslava a Jaromíra.
Obecnou školu navštěvoval v Sobotce, nižší gymnázium a učitelský ústav v Jičíně, kde v roce 1891 maturoval. Učil postupně v Mladé, Struhách, Rejšicích, Strenicích, Dolním Cetně a Hřivně. R. 1919 byl povolán na Slovensko, kde pracoval jako zemský školní inspektor v Bratislavě a jako ředitel referátu ministerstva školství a národní osvěty pro Slovensko. V roce 1932 odešel do výslužby a vrátil se do Čech.
Ferdinand se věnoval kulturní činnosti: byl předsedou Československého spolku divadelného ochotníctva v Bratislave, předsedou Odboru priatel'ov slovenskej knihy pre mládež, místopředsedou Slovenskej ligy, redaktorem Národné školy slovenské, spolupracovníkem časopisu Slovenská liga (1924–1925) a redaktorem vlastivědného sborníku pro mládež Slovenskou otčinou (1924–1928). Kromě toho se věnoval turistice, sokolskému a hasičskému hnutí – byl starostou sboru dobrovolných hasičů v Hřivně.
Ferdinand Mačenka psal svá díla česky i slovensky. Používal pseudonymy F. Trn, Ladislav Mendlík a Kaktus. Jeho tvorba zahrnuje humorné povídky pro děti a mládež, pedagogické články a velké množství fejetonů.

## Dílo

### Próza
- Dlouhý a Bystrozraký hledají Širokého: povídka [v rukopise]
- Žofka: povídka – Malý čtenář
- Principál Kokeš: obrázek ze vsi – Malý čtenář 1907–1908, s. 236–238
- Jak jsme putovali českým rájem – Malý čtenář 1908–1909. s. 85–87; s. 108; s. 118
- Muzikanti: příhody veselé i vážné, které zažili cestou z Čech na Slovensko – ilustroval Josef Ulrich: Praha: Josef Richard Vilímek, 1920

### Spisy
- Některé vady rodinné výchovy – Praha: Dědictví Komenského, 1908

### Jiné
- Hospodářsko-lidový kalendář okresů brandýsského, novobenátského a nymburského. I. 1913 – sestavil. Nové Benátky: Bří Ziegnerové, 1912
- Schematizmus učitel’stva škôl meštianských a l’udových a detských opatrovateliek – zostavili Ferdinand Mačenka a Ján Geryk. Bratislava: Akademia, 1924